# Kronomagasinet, Brahestad
Kronomagasinet är en byggnad i Brahestad ritad av Ernst Lohrmann. Det stod färdigt 1852.
Kronomagasinet rymde 12.000 spannmålstunnor och fungerade som kronomagasin till 1910. Försvarsmakten använde Kronomagasinet som huvudlager för Brahestads militärdistrikt till 1993. 
År 1995 hyrde Brahestad stad magasinet som en kall lagerlokal och köpte magasinet 2001. Det byggdes därefter om till 600 kvadratmeter varm lageryta,  300 kvadratmeter arbetsutrymmen och ungefär 300 kvadratmeter utställningsyta för Brahestads museum. 
I Kronomagasinet presenteras Brahestads historia från förhistorisk tid till nutid. 

## Bildgalleri

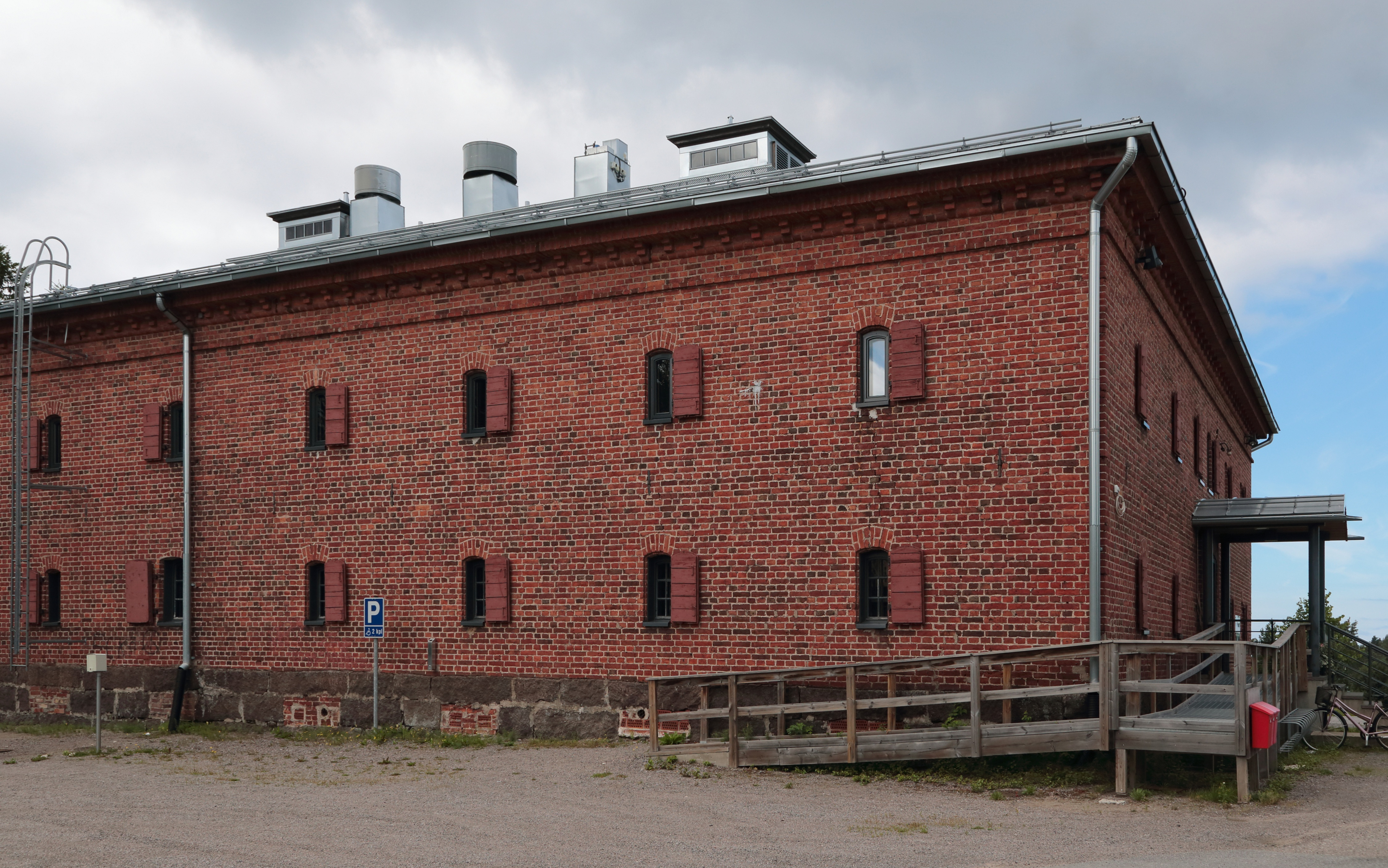
Kronomagasinet, 2020
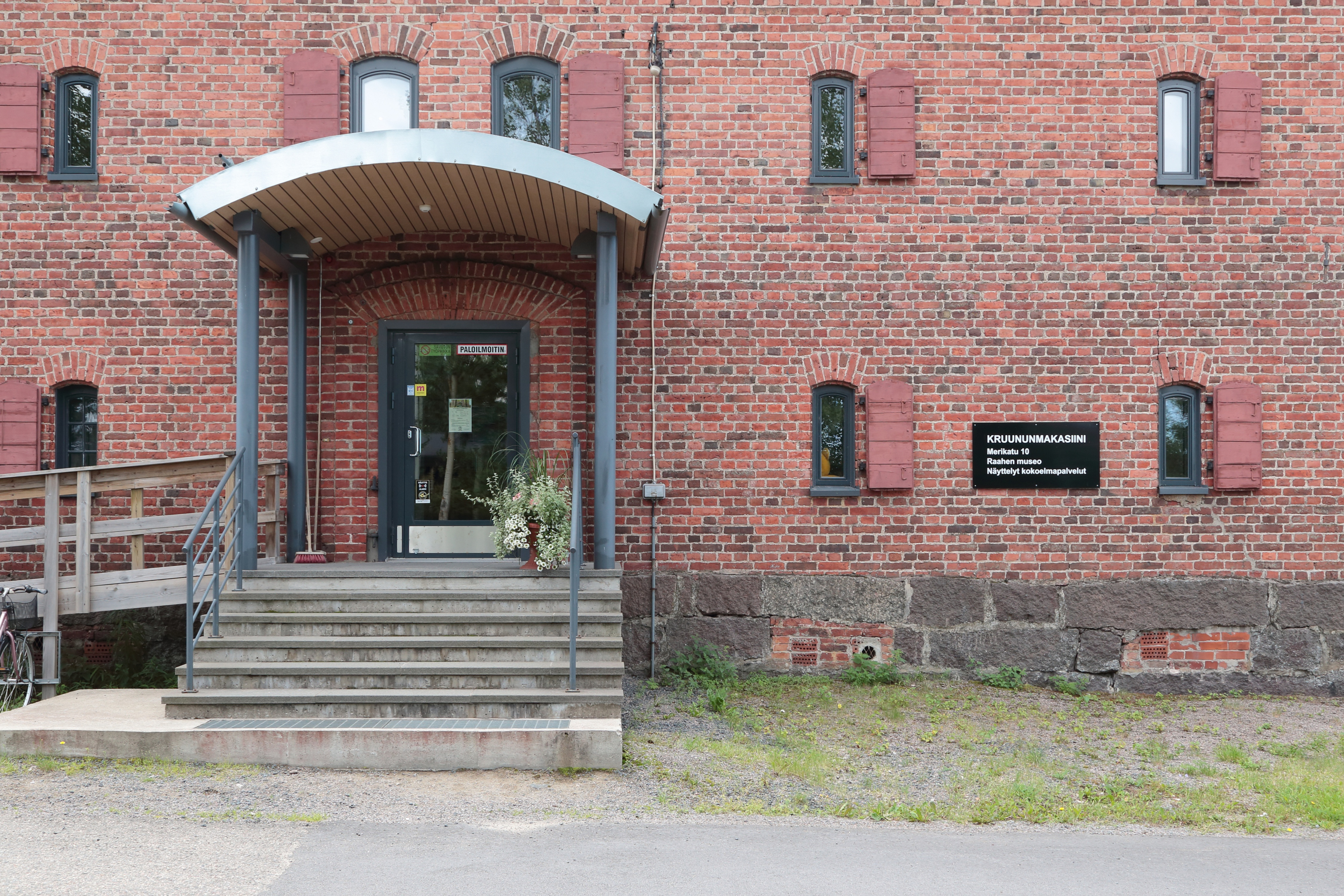
Entrén
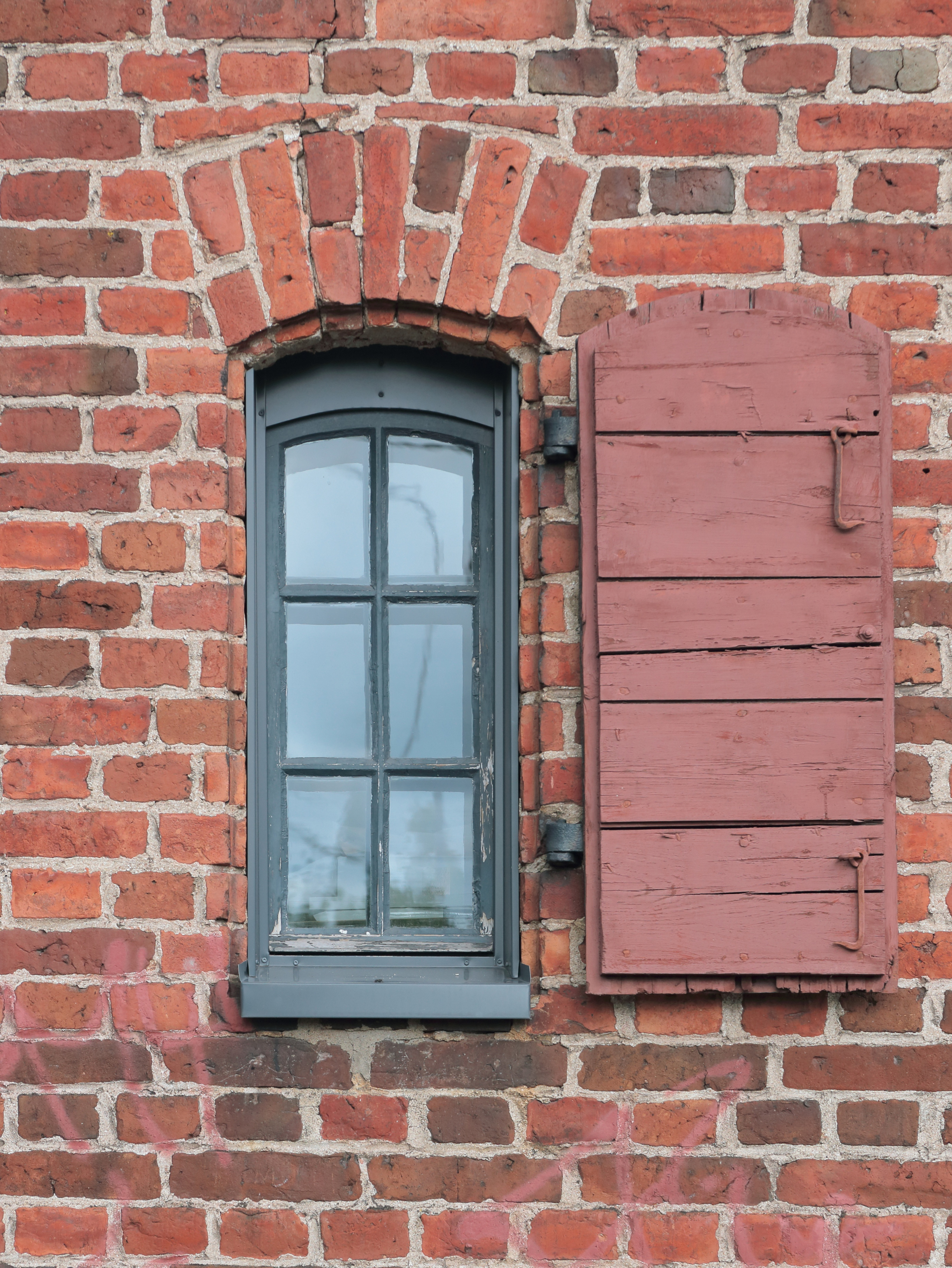
Fönster med öppen fönsterlucka
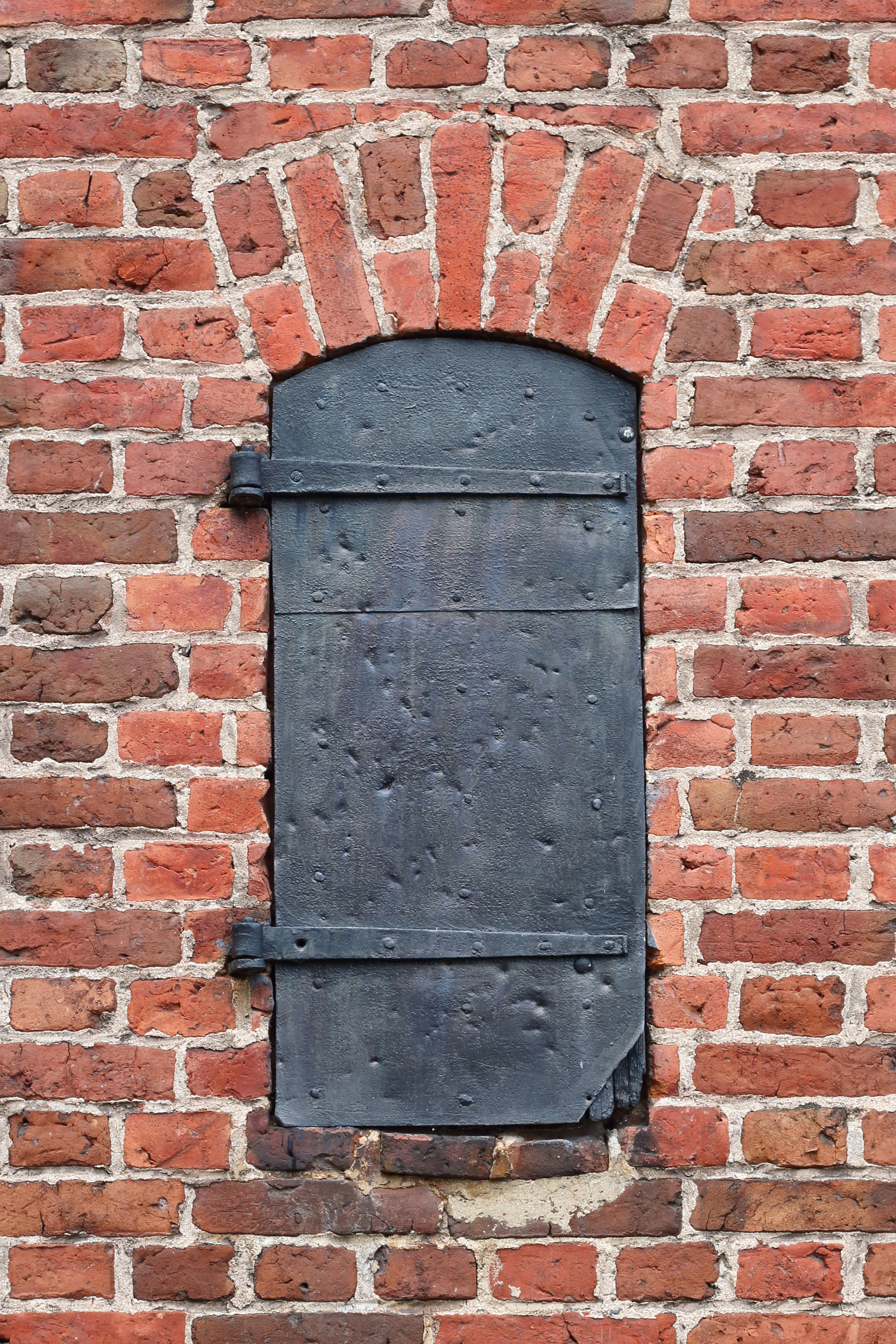
Fönster med stängd fönsterlucka